# Eugen Lutz
Eugen Lutz (* 4. März 1882 in Lonsingen; † 14. September 1922 in Freudenstadt) war ein württembergischer Oberamtmann.

## Leben und Werk
Der Sohn eines Lehrers besuchte bis 1900 das Gymnasium in Esslingen (das heutige Georgii-Gymnasium) und studierte Rechts- und Staatswissenschaften in Tübingen und Berlin. Er war Mitglied der Verbindung Normannia Tübingen. 1904 und 1906 legte er die höheren Verwaltungsdienstprüfungen ab. Anfangs arbeitete er als Regierungsassessor beim Amtsoberamt Stuttgart und bei den Oberämtern Kirchheim, Esslingen und Reutlingen. 1907 und 1908 leistete er Wehrdienst beim hanseatischen Infanterieregiment Hamburg. Danach folgten von 1910 bis 1913 wieder Verwendungen als Regierungsassessor, bevor er 1914 Amtmann beim Oberamt Reutlingen wurde. Von 1914 bis 1918 nahm er am Ersten Weltkrieg teil. 1918 trat Lutz eine Stelle als Antmann beim Oberamt Esslingen an. 1919 wechselte er als Berichterstatter und Kanzleidirektor ins Ernährungsministerium nach Stuttgart. 1920 bis zu seinem frühen Tod 1922 leitete er als Oberamtmann das Oberamt Freudenstadt.

## Ehrungen
- Eisernes Kreuz 1. und 2. Klasse
- Ritterkreuz 2. Klasse des Friedrichsordens
- Der württembergische König ehrte ihn mit einer goldenen Uhr für Lebensrettung unter Lebensgefahr.